# KBO 승리타점상
KBO 승리타점상은 연말 KBO 리그 시상식에서 해당 연도 정규 리그의 승리타점 1위에게 수여했던 상이다. 1982년 프로야구 출범과 함께 시상했지만, 승리타점 결정 규정의 까다로움에 수상자들의 기록이 8년 동안 적게 나타나자 무용론이 제기되었고, 결국 1990년에 폐지되고 최다안타상이 신설되었다.

## 연도별 수상자
| 연도   | 이름   | 소속          | 승리타점 | 비고                    |
| ------ | ------ | ------------- | -------- | ----------------------- |
| 1982년 | 양세종 | OB 베어스     | 9        |                         |
| 1983년 | 이만수 | 삼성 라이온즈 | 13       |                         |
| 1984년 | 김용철 | 롯데 자이언츠 | 11       |                         |
| 1984년 | 이광은 | MBC 청룡      | 11       |                         |
| 1985년 | 이만수 | 삼성 라이온즈 | 13       |                         |
| 1986년 | 한대화 | 해태 타이거즈 | 15       |                         |
| 1987년 | 김형석 | OB 베어스     | 11       |                         |
| 1988년 | 김성한 | 해태 타이거즈 | 17       | 단일 시즌 최다 승리타점 |
| 1989년 | 김성한 | 해태 타이거즈 | 15       |                         |